# Łukasz Sudolski
Łukasz Sudolski (ur. 15 czerwca 1993 w Szczecinie) – polski zawodnik mieszanych sztuk walki (MMA) oraz brazylijskiego jiu-jitsu (BJJ). Były mistrz organizacji Babilon MMA w wadze półciężkiej. Od grudnia 2022 związany kontraktem z organizacją KSW.

## Kariera MMA

### Wczesna kariera
Zawodowy debiut w mieszanych sztukach walki odbył 26 stycznia 2013 roku podczas gali Soul FC: MMAster Finale w Zielonej Górze. Sudolski pokonał tam po trzech rundach jednogłośną decyzją sędziowską Grzegorza Cieplińskiego. Po udanym debiucie zrobił sobie 5-letnią przerwę.
Następnie w 2018 roku podpisał kontrakt z Babilon MMA na cztery walki, zwyciężając wszystkie na numerowanych galach. Pokonywał m.in.: Piotra Grażewicza, Marcina Filipczaka, Krzysztofa Klepacza czy Mateusza Ostrowskiego.
W styczniu 2020 stoczył jednorazową walkę dla Fight Exclusive Night, pokonując na gali FEN 27 przez poddanie w nieco ponad minutę Chorwata, Maria Žgela.
Trzy miesiące później na gali Babilon MMA 18: Revenge znokautował w 13 sekund doświadczonego kick-boksera Mladena Kujundžicia.

### Walka o kontrakt z UFC i powrót do Babilon MMA
Sudolski będąc niepokonany wziął udział w Dana White’s Contender Series, programie który może zagwarantować zawodnikom kontrakt z największą organizacją MMA na świecie – Ultimate Fighting Championship, dzięki zdominowaniu przeciwnika lub pokazaniu się z dobrej strony w walce z nim. 28 września 2021 roku przegrał pojedynek już w pierwszej rundzie, ulegając doświadczonemu Ihorowi Potierirze.
Równo cztery miesiące później powrócił do Babilon MMA, pokonując w walce wieczoru decyzją niejednogłośną Michała Pasternaka.
8 lipca 2022 na gali Babilon MMA 30 zdobył pas mistrza Babilon MMA w wadze półciężkiej, technicznie nokautując w drugiej rundzie Brazylijczyka, Edersona Cristiana Macedo.
Do pierwszej obrony tytułu miał przystąpić 28 października w konfrontacji z Marcinem Łazarzem podczas gali Babilon MMA 31. 11 października ogłoszono, że pojedynek wypadł z karty walk przez kontuzję Sudolskiego.

### KSW
17 grudnia 2022 podczas trwającej gali KSW 77: XTB - Khalidov vs. Pudzianowski ogłoszono informację o walce Sudolskiego na galę XTB KSW 78: Materla vs. Grove 2, która odbyła się 21 stycznia 2023 w Szczecinie. Jego rywalem został doświadczony Brazylijczyk, Kleber Raimundo Silva. Niespodziewanie w drugiej rundzie Silva znokautował Sudolskiego, naruszając najpierw Polaka ciosami podbródkowymi i sierpowymi, po których ten padł zamroczony na matę, następnie Brazylijczyk zdążył zadać jeszcze jeden potężny cios młotkowy i ostatecznie pojedynek przerwał sędzia ringowy.
16 września 2023 podczas KSW 86: Wikłacz vs. Przybysz we wrocławskiej hali Orbita zmierzył się z numerem siedem rankingu, Damianem Piwowarczykiem. Ponownie przegrał przez nokaut, jednak tym razem w pierwszej rundzie.

## Osiągnięcia

### Mieszane sztuki walki
- 2022: Mistrz Babilon MMA w wadze półciężkiej[2]

### Brazylijskie jiu-jitsu
- 2011: I MP NO GI – 2. miejsce, kat. juniorzy, -86,49kg[22]
- 2011: II GTPOC – 1. miejsce, kat. junior, +81 kg[23]
- 2012: Gwiazdkowy turniej BJJ – 2. miejsce, kat. adult, niebieskie pasy, kat. 88,3kg[24]
- 2012: III Gold Team Open Polish Championship – 2. miejsce, kat. adult, niebieskie pasy, 88,3 kg[25]
- 2013: Ragnarok 4 – 3. miejsce, kat. 92 kg[26]
- 2014: Bone Breakers Day II – 1. miejsce, kat. kat. -94 kg[27]
- 2015: Bone Breakers Day III – 3. miejsce, kat. Duże Open oraz 1. miejsce, kat. -94 kg[28]
- 2016: XII Mistrzostw Polski w BJJ Legionowo – II dzień – 1. miejsce, kat. adult, brązowe pasy, -100,5 kg[29]
- 2017: Indywidualne wyniki XIII MP BJJ – 3. miejsce, kat. adult, brązowe pasy, -94,3 kg[30]
- 2019: IX Mistrzostw Polski NO GI w Luboniu – 1. miejsce, kat. adult, brązowe pasy, -97,5 kg[31]
- 2019: XV Mistrzostw Polski w BJJ – 3. miejsce, kat. adult, brązowe pasy, -100,5 kg[32]
- 2022: Czarny pas[33]

## Lista zawodowych walk w MMA
| Wynik     | Bilans | Przeciwnik (bilans przed walką)     | Rozstrzygnięcie                                     | Runda | Czas | Rozgrywki                                 | Data       | Miejsce         | Uwagi                                                              |
| --------- | ------ | ----------------------------------- | --------------------------------------------------- | ----- | ---- | ----------------------------------------- | ---------- | --------------- | ------------------------------------------------------------------ |
| Przegrana | 10-3   | Damian Piwowarczyk (6-2)            | KO (prawy podbródkowy)                              | 1     | 3:38 | KSW 86: Wikłacz vs. Przybysz 4            | 16.09.2023 | Wrocław         |                                                                    |
| Przegrana | 10-2   | Kleber Raimundo Silva (20-11. 1 NC) | KO (ciosy podbródkowe, sierpowe oraz cios młotkowy) | 2     | 0:40 | XTB KSW 78: Materla vs. Grove 2           | 21.01.2023 | Szczecin        | Debiut w KSW                                                       |
| Wygrana   | 10-1   | Ederson Cristian Macedo (11-6)      | TKO (ciosy pięściami w parterze)                    | 2     | 4:29 | Babilon MMA 30: Sudolski vs. Macedo       | 08.07.2022 | Międzyzdroje    | Zdobył pas mistrzowski Babilon MMA w wadze półciężkiej. Main Event |
| Wygrana   | 9-1    | Michał Pasternak (15-6)             | Decyzja (niejednogłośna)                            | 3     | 5:00 | Babilon MMA 27: Sudolski vs. Pasternak    | 28.01.2022 | Skierniewice    | Main Event                                                         |
| Przegrana | 8-1    | Ihor Potieria (17-2)                | TKO (krótki prawy i ciosy w parterze)               | 1     | 3:41 | Dana White’s Contender Series 41          | 28.09.2021 | Las Vegas       | Pojedynek o kontrakt z UFC. Main Event                             |
| Wygrana   | 8-0    | Mladen Kujundžić (3-3-1)            | KO (prawy prosty i ciosy w parterze)                | 1     | 0:13 | Babilon MMA 18: Revenge                   | 27.11.2020 | Warszawa        | Co-Main Event                                                      |
| Wygrana   | 7-0    | Mario Žgela (4-1)                   | Poddanie (duszenie trójkątne)                       | 1     | 1:09 | Babilon MMA 15: Skibiński vs. Medvedovski | 28.08.2020 | Rawa Mazowiecka | Co-Main Event                                                      |
| Wygrana   | 6-0    | Michał Gutowski (9-10)              | TKO (ciosy pięściami)                               | 1     | 2:25 | FEN 27: Rębecki vs. Magomedov             | 18.01.2020 | Szczecin        | Debiut w FEN                                                       |
| Wygrana   | 5-0    | Mateusz Ostrowski (8-8-1)           | Decyzja (jednogłośna)                               | 3     | 5:00 | Babilon MMA 9: Kita vs. Oliveira          | 16.08.2019 | Pruszków        | Co-Main Event                                                      |
| Wygrana   | 4-0    | Krzysztof Klepacz (3-1-1)           | TKO (ciosy w parterze)                              | 1     | 0:18 | Babilon MMA 8: Babilon Fight Night 1      | 31.05.2019 | Pruszków        | Walka w limicie umownym do 97 kg                                   |
| Wygrana   | 3-0    | Marcin Filipczak (0-0)              | TKO (ciosy pięściami)                               | 1     | 2:13 | Babilon MMA 7: Kita vs. Głuchowski        | 25.01.2019 | Żyrardów        |                                                                    |
| Wygrana   | 2-0    | Piotr Grażewicz (1-0)               | TKO (ciosy pięściami)                               | 2     | 0:55 | Babilon MMA 5: Skibiński vs. Melillo      | 18.08.2018 | Międzyzdroje    |                                                                    |
| Wygrana   | 1-0    | Grzegorz Ciepliński (2-3)           | Decyzja (jednogłośna)                               | 3     | 5:00 | Soul FC: MMAster Finale                   | 26.01.2013 | Zielona Góra    | Debiut w MMA                                                       |